# Sutherland (Nebraska)
Sutherland es una villa ubicada en el condado de Lincoln en el estado estadounidense de Nebraska. En el Censo de 2010 tenía una población de 1286 habitantes y una densidad poblacional de 478,81 personas por km².

## Geografía
Sutherland se encuentra ubicada en las coordenadas 41°9′33″N 101°7′14″O / 41.15917, -101.12056. Según la Oficina del Censo de los Estados Unidos, Sutherland tiene una superficie total de 2.69 km², de la cual 2.69 km² corresponden a tierra firme y (0%) 0 km² es agua.

## Demografía
Según el censo de 2010, había 1286 personas residiendo en Sutherland. La densidad de población era de 478,81 hab./km². De los 1286 habitantes, Sutherland estaba compuesto por el 96.97% blancos, el 0% eran afroamericanos, el 0.7% eran amerindios, el 0.16% eran asiáticos, el 0.08% eran isleños del Pacífico, el 1.63% eran de otras razas y el 0.47% pertenecían a dos o más razas. Del total de la población el 4.98% eran hispanos o latinos de cualquier raza.